# St. Bonifatius (Mehrstedt)

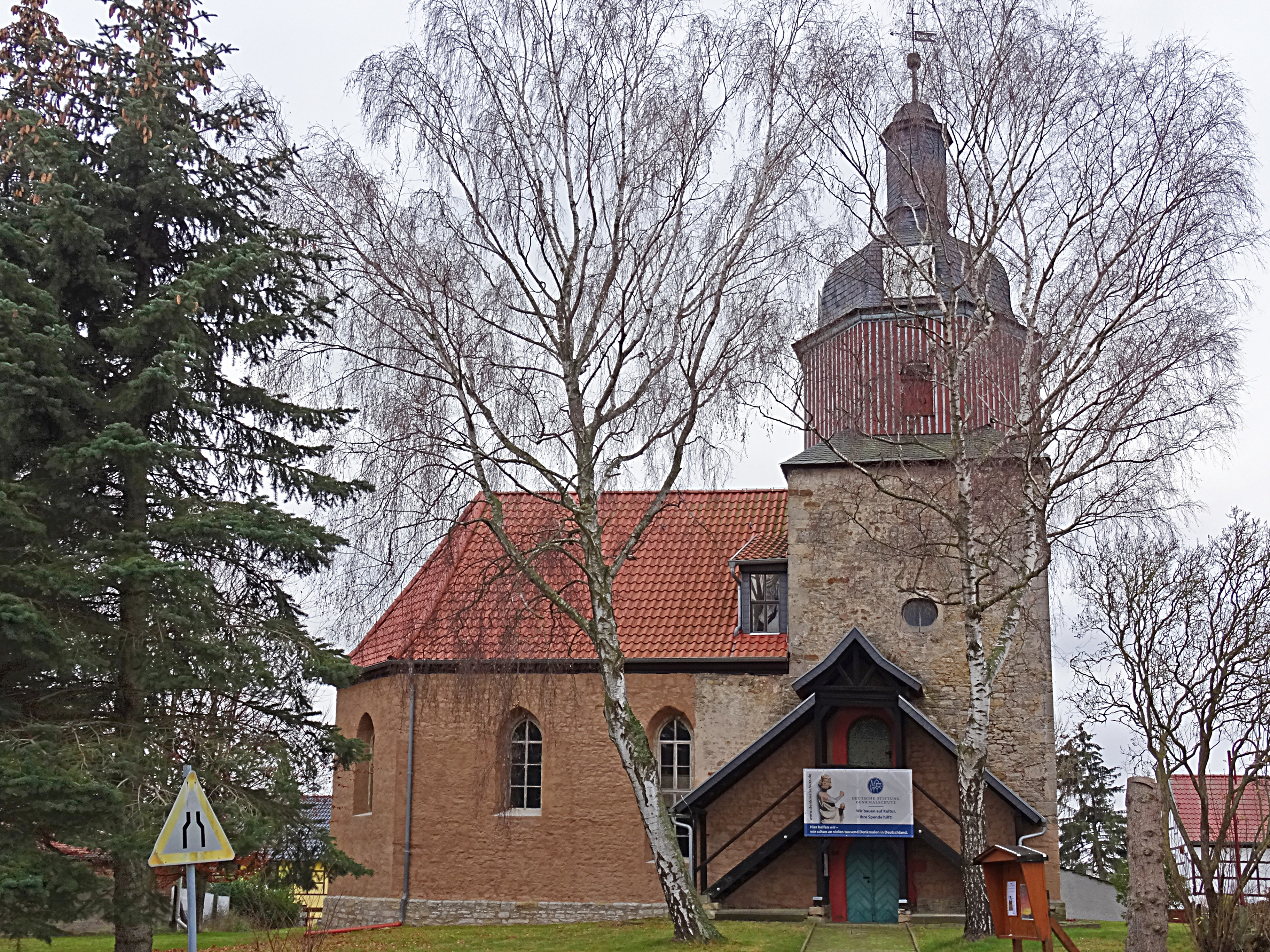
St. Bonifatius

Die evangelisch-lutherische Kirche St. Bonifatius steht in Mehrstedt, einem Ortsteil der Stadt und Landgemeinde Nottertal-Heilinger Höhen im Unstrut-Hainich-Kreis in Thüringen. Die Kirchengemeinde Mehrstedt gehört zum Pfarrbereich Körner-Menteroda-Schlotheim im Kirchenkreis Bad Frankenhausen-Sondershausen der Evangelischen Kirche in Mitteldeutschland.

## Beschreibung
Die kleine Saalkirche wurde 1690 aus Bruchsteinen gebaut, sie ist im Kern jedoch aus dem 15. Jahrhundert. Sie hat einen dreiseitigen Schluss des Chors und im Westen einen an die Mauern des Kirchenschiffs fluchtenden Kirchturm. Der Turm hat einen oktogonalen Aufsatz, der mit Schnittholz verkleidet ist. In ihm befindet sich eine Glocke von 1512 mit der Inschrift Bert Apolt. Darauf sitzt eine geschweifte, schiefergedeckte Haube. Das Kirchenschiff hat spitzbogige Fenster und ist mit einem Satteldach bedeckt. An der Nordseite befindet sich ein doppelläufiger Treppe zu den Emporen. 
Der Innenraum ist mit einem hölzernen Tonnendach überspannt. Er hat Emporen an drei Seiten auf Rundpfeilern. Ihre Brüstungen sind bemalt. Die Patronatsloge wurde am Ende des 17. Jahrhunderts eingebaut. Eine Mensa stammt aus dem Mittelalter. Der Kanzelaltar aus der 2. Hälfte des 18. Jahrhunderts ist mit Akanthuswerk, Blattkapitellen und Rocaille ausgebildet. 
Die Orgel mit 11 Registern, verteilt auf ein Manual und ein Pedal, wurde 1877 von Carl Heyder gebaut und 2012 von Karl Brode & Sohn restauriert.